# Haastov orel
Haastov orel (znanstveno ime Harpagornis moorei) je izumrla vrsta ujede iz družine kraguljev, ki je nekoč živela na novozelandskem Južnem otoku.
Najverjetneje je Haastov orel legendarni Pouakai iz maorskih legend. Glavni plen haastovega orla so bile moe.

## Opis
Haastov orel je največja doslej znana vrsta orlov. Po velikosti je bil še nekoliko večji od največjih danes živečih jastrebov. Samice so bile znatno večje od samcev in naj bi bile težke med 10 in 15 kg, medtem ko so samci tehtali med 9 in 12 kg. Raziskave, ki temeljijo na živečih vrstah orlov Avstralazije ocenjujejo, da so samci povprečno tehtali 11,5 kg, samice pa 14 kg. Nekateri znanstveniki so celo mnenja, da so največje samice haastovih orlov lahko dosegle celo  okoli 16,5 kg. Haastov orel je imel relativno kratke peruti. Samice naj bi tako preko kril dosegle med 260 in 300 cm. Razpon kril je tako pri haastovem orlu primerljiv z nekaterimi še živečimi vrstami orlov, kot so repati orel (Aquila audax), planinski orel (A. chrysaetos), stepski orel (A. nipalensis), afriški orel (Polemaetus bellicosus) in roparski morski orel (Haliaeetus pelagicus). Kljub primerljivemu razponu kril, pa nobena danes živeča vrsta orlov ni težja od 9 kg. V povprečju so tako danes živeče vrste orlov za okoli 40% manjše od haastovega orla. Nekatere vrste danes živečih jastrebov pa so sicer od haastovega orla nekoliko manjše, a imajo pogosto večji razpon kril
Kratka krila so bila po mnenju znanstvenikov široka, majhen razpon pa naj bi pticam pomagal pri lovu v gostih gozdovih Južnega otoka. Pri teh izsledkih so se znantveniki opirali na preučevanje dveh še živečih vrst orlov; harpijskega orla (Harpia harpyja) in filipinskega orla (Pithecophaga jefferyi), ki obe lovita v gozdovih.